# Тревизан, Далтон
Далтон Жерсон Тревизан (порт.-браз. Dalton Jérson Trevisan; 14 июня 1925, Куритиба — 9 декабря 2024, Куритиба) — бразильский писатель.

## Биография
Окончил юридический факультет университета Параны, ещё студентом начал публиковать стихи и прозу. В 1946—1948 годах издавал журнал «Joaquim», рупор второй волны бразильского модернизма (так называемое поколение 1945 года); здесь печатались Марио де Андраде, Винисиус ди Морайс, Карлос Друммонд де Андраде, публиковались переводы Пруста, Джойса, Кафки, Андре Жида и др.
Умер 9 декабря 2024 года в Куритибе в возрасте 99 лет.

## Творчество
Один из лучших новеллистов в бразильской словесности. Действие большинства произведений происходит в его родном городе.

## Произведения
- Совсем не назидательные новеллы/ Novelas nada Exemplares (1959)
- Cemitério de Elefantes (1964)
- Смерть на площади/ Morte na Praça (1964)
- Вампир из Куритибы/ O Vampiro de Curitiba (1965)
- Тайны Куритибы/ Mistérios de Curitiba (1968)
- Несчастье в любви/ Desastres do Amor (1968)
- Супружеская война/ A Guerra Conjugal (1969, экранизирована в 1976[3])
- Царь мира/ O Rei da Terra (1972)
- O Pássaro de Cinco Asas (1974)
- Нож в сердце/ A Faca No Coração (1975)
- Abismo de Rosas (1976)
- A Trombeta do Anjo Vingador (1977)
- Crimes de Paixão (1978)
- Primeiro Livro de Contos (1979)
- Vinte Contos Menores (1979)
- Virgem Louca, Loucos Beijos (1979)
- Lincha Tarado (1980)
- Chorinho Brejeiro (1981)
- Эти чертовы женщины/ Essas Malditas Mulheres (1982)
- Мое любимое убийство/ Meu Querido Assassino (1983)
- Эротические рассказы/ Contos Eróticos (1984)
- A Polaquinha (1985, роман)
- Хлеб и кровь/ Pão e Sangue (1988)
- В поисках утраченной Куритибы/ Em Busca de Curitiba Perdida (1992)
- Ah, É? (1994)
- Dinorá — Novos Mistérios (1994)
- 234 (1997)
- Vozes do Retrato — Quinze Histórias de Mentiras e Verdades (1998)
- Кто боится вампира/ Quem tem medo de vampiro? (1998)
- 111 Ais (2000)
- 99 Corruíras Nanicas (2002)
- O Grande Deflorador (2002)
- Pico na veia (2002)
- Capitu Sou Eu (2003)
- Arara Bêbada (2004)
- Gente Em Conflito (2004, в соавторстве)
- Macho não ganha flor (2006)
- Uma Vela Para Dario (2008)
- Маньяк с зелеными глазами/ O Maníaco do Olho Verde (2008)
- Violetas e Pavões (2009)
- Несчастная/ Desgracida (2010)
- O Anão e a Ninfeta (2011)

## Признание
- Премия Жабути (в 1960, 1965, 1995 и 2011)
- Национальная премия по литературе (1996)
- Премия Камоэнса (2012)
- Литературная премия Машаду де Ассиса (2012).